# Gabriele Fallamero
Gabriele Fallamero (Alessandria, ... – ...; fl. 1584) è stato un compositore e liutista italiano  del XVI secolo.
Si definì un gentiluomo alessandrino, ma non si sa altro della sua biografia.